# فيكتور أ. نوكس
فيكتور أ. نوكس هو سياسي أمريكي، ولد في 13 يناير 1899 في مقاطعة تشيبيوا في الولايات المتحدة، وتوفي في 13 ديسمبر 1976 في بيتوسكي في الولايات المتحدة. نشط حزبياً في الحزب الجمهوري. وقد انتخب عضو مجلس النواب الأمريكي.